# Mostviertel Magazin
Das Mostviertel Magazin (Eigenschreibweise: mostviertel magazin, Kurzform: momag) war eine niederösterreichische Regionalzeitschrift für das Mostviertel bzw. das westliche Niederösterreich. Medieninhaber war die Firma momag e.U. in Waidhofen an der Ybbs. Das Magazin wurde 2022 eingestellt.

## Printausgabe
Das Mostviertel Magazin erschien monatlich (zehn Mal im Jahr) und sah sich als Freizeit-Zeitschrift. Die redaktionellen Schwerpunkte lagen auf Reportagen, Interviews und Hintergrundberichten.
Die Druckauflage waren 70.000 Exemplare. Das Erscheinungsgebiet erstreckte sich vom Ennstal bis zum Pielachtal, wobei die Zeitschrift im Kerngebiet Mostviertel als Postwurf versandt wurde.

## Anerkennungen
- 2004 Wolfgang Strohmayer (Mostviertel-Basar) den Hans-Kronberger-Umweltjournalistenpreis

## Frühere Namen
- Sonntagberg-Basar (1991–1995)
- Kultur- und Freizeit-Basar (1995–1998)
- Mostviertel-Basar (1999–2008)
- mostviertel magazin (momag) (2009–2022)